# Alfa Laval
Alfa Laval AB é uma empresa sueca, fundada em 1883 por Gustaf de Laval e Oscar Lamm. A empresa é líder na produção especializada de produtos e soluções de aquecimento (calor), refrigeração (frio) e transporte de produtos fluídos, tais como óleos, água, produtos químicos, bebidas, produtos alimentícios, rações e produtos farmacêuticos.

## História
Alfa Laval foi fundada como AB Separator e o nome atual foi introduzido em 1963. Entre 1991 e 2000 Alfa Laval foi uma parte do grupo Tetra Laval. Em 1991, Alfa Laval Agri, divisão da companhia que produzia equipamentos agrícolas, foi separada do grupo Alfa Laval. Quando Alfa Laval foi vendida, Alfa Laval Agri permaneceu como parte do grupo Tetra Laval, rebatizada como DeLaval.

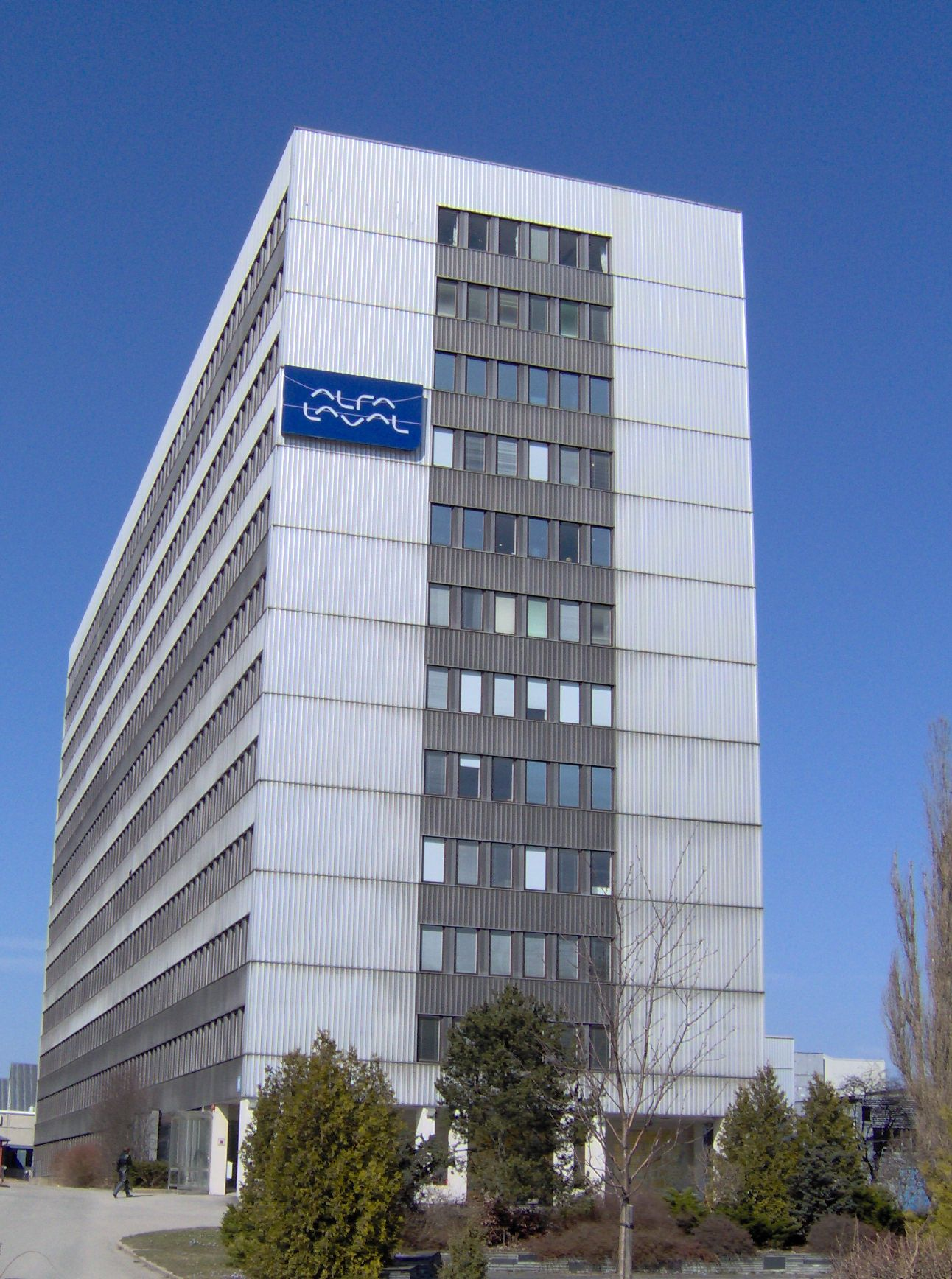
Edifício sede da Alfa-Laval, em Tumba (Suécia).

Em Outobro de 2003, Alfa Laval adquiriu (comprou) a bioKinetics, uma divisão (ou departamento) de inovação científica (biotecnologia) da Kinetics Group, fornecendo à companhia uma posição no mercado para soluções integradas de processo  em cultura de células animais. A subsidiária Alfa Laval Biokinetics (simplesmente Biokinetics) está sediada em Philadelphia (Pennsylvania), EUA.

## Dados
- «Perfil da Empresa Alfa Laval AB no Yahoo!»

99000612194